# Amor Towles
Amor Hollingsworth Towles (n. 24 octombrie 1964, Boston, Massachusetts, SUA) este un autor de romane american.

## Biografie
Towles a absolvit un studiu la Yale și a primit un titlu de master în engleză de la Stanford. După absolvire, a lucrat timp de aproximativ 20 de ani ca bancher de investiții la Select Equity Group Inc., New York. În 2013 și-a încheiat activitatea acolo.
Romanul său de debut, Rules of Civility, a fost publicat de Hodder & Stoughton în 2011 și a câștigat Premiul Fitzgerald în 2012.

## Romane și povestiri
- The Temptations of Pleasure, un ciclu de povestiri și teză la Universitatea Stanford, publicat în 1989, în Paris Review, nr. 112.[5]
- Rules of Civility. London: Hodder & Stoughton 2011
- Eve in Hollywood. 2013 ca e-book
- A Gentleman in Moscow. New York: Vintage 2016
- You Have Arrived at Your Destination. Kindle Book 2019. (Forward Collection. 4.)
- The Lincoln Highway. New York: Viking 2021.

## Traduceri în limba română
- Un gentleman la Moscova, Editura Nemira, Colecția Babel, 2018 ISBN 978-606-43-0400-1
- Regulile jocului, Editura Nemira, Colecția Babel, traducător Gabriela Nedelea, 2022 ISBN 978-606-43-1293-8
- Autostrada Lincoln (Lincoln Highway), Editura Nemira, Colecția Babel, traducător Mina Decu, 2023, ISBN 978-606-43-1546-5